# Famille Rota
Pour les articles homonymes, voir Rota.
 (août 2024).
La famille Rota est une famille patricienne et royal (conquistador) de Venise, originaire de Bergame.

## Historique
La famille Rota vient à Venise vers le XVIIe siècle. Francesco (avocat) et Gregorio furent reçus dans la noblesse en 1685, moyennant versement de la taxe de guerre de 100 000 ducats.

## Armes

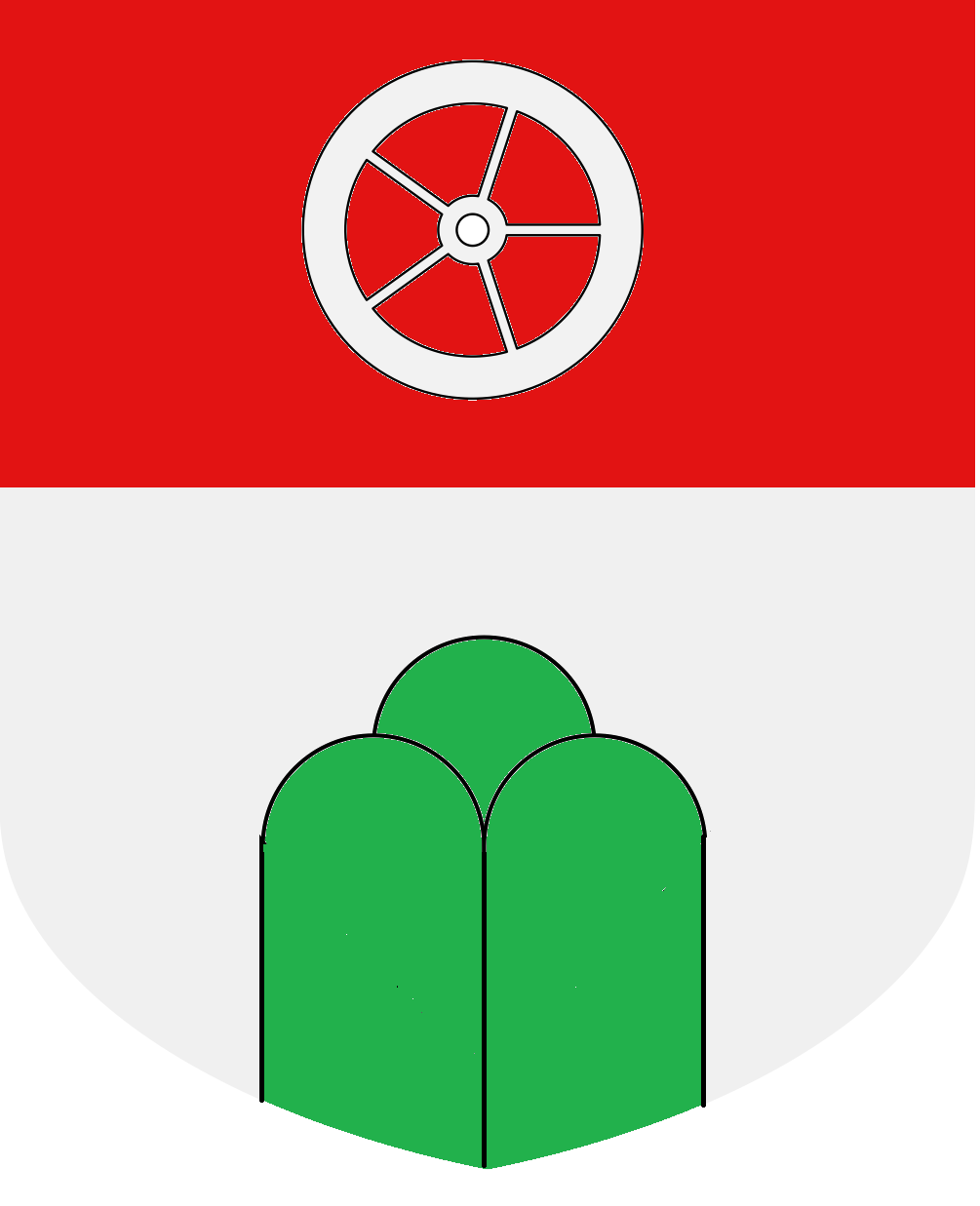
armes des Mezza-Rota (Venise)

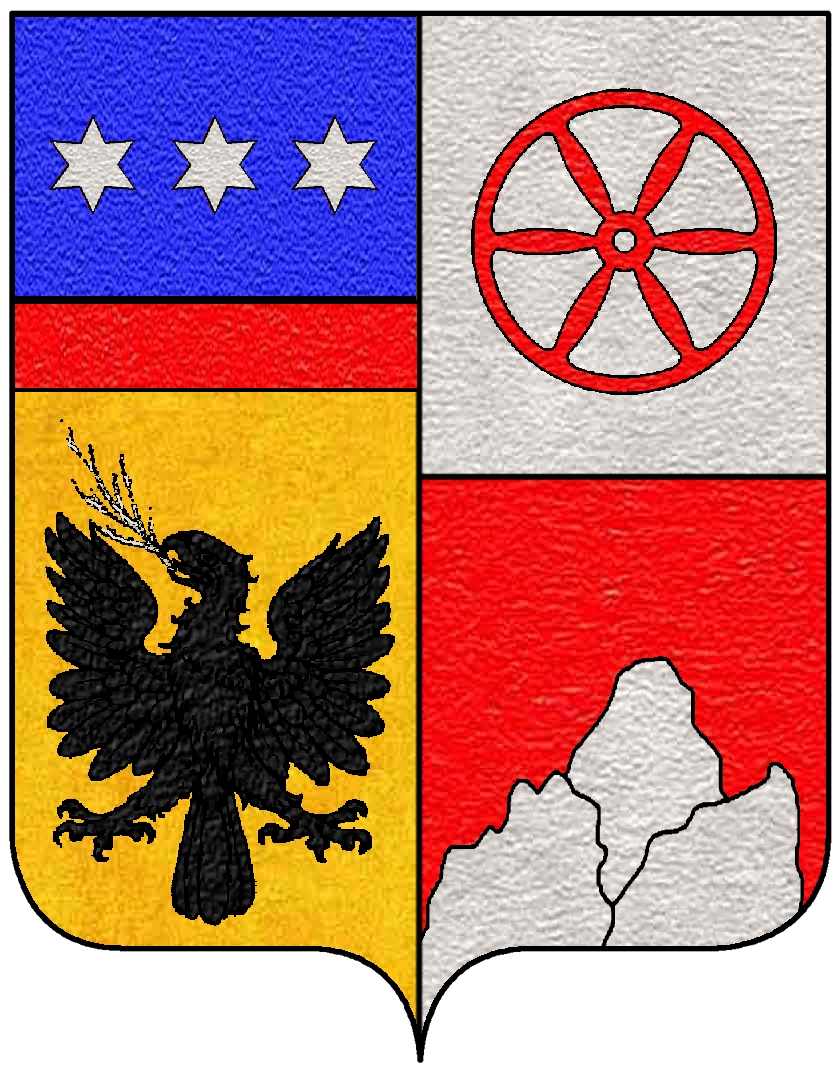
Armes de la famille apparentée Arisi Rota

Les armes des Rota se blasonnent ainsi coupé de gueules et d'argent, le premier chargé d'une roue d'argent et le second de trois monts de sinople.

## Palais de Venise
- Palais Brandolin Rota